# Food Will Win the War
Food Will Win the War è un cortometraggio animato di propaganda per la seconda guerra mondiale, creato da Walt Disney nel 1941 e diffuso il 21 luglio 1942.